# Quenza
Quenza es una comuna y población de Francia, en la región de Córcega, departamento de Córcega del Sur.
Su población en el censo de 1999 era de 215 habitantes.

## Demografía
| 301 | 307 | 302 | 229 | 214 | 215 |
| Para los censos de 1962 a 1999 la población legal corresponde a la población sin duplicidades (Fuente: INSEE [Consultar]) |     |     |     |     |     |

- Datos: Q253856
- Multimedia: Quenza / Q253856

1. ↑  Worldpostalcodes.org, código postal n.º 20122.
2. ↑  INSEE, Datos de población para el año 2012 de Quenza (en francés).